# Соната для клавира № 13 (Моцарт)
Соната для клавира № 13 си-бемоль мажор, К. 333/315c ― произведение, написанное Вольфгангом Амадеем Моцартом в Линце в конце 1783 года.

## Датировка
Нет сомнения, что соната была впервые опубликована 21 апреля 1784 года в Вене Кристофом Торричеллой (вместе с К. 284 и К. 454). Однако фактическую дату создания пьесы определить гораздо труднее. Поскольку рукопись написана не на той нотной бумаге, которую Моцарт использовал в Вене, ученые предположили, что композиция была сочинена до того, как Моцарт переехал в указанный город. Таким образом, Кёхель в первом издании своего каталога работ Моцарта (1862) датирует сонату 1779 годом, позже Жорж де Сен-Фуа сделал уточнение: «Зальцбург, начало января – март 1779 года». Однако Альфред Эйнштейн в третьем издании каталога Кёхеля (1937) написал, что произведение было завершено «в конце лета 1778 года в Париже».
В 1964 году эта гипотеза была опровергнута благодаря открытиям Вольфганга Плата и Алана Тайсона. Основываясь на биографии Моцарта, Плат относит произведение к периоду с 1783 по 1784 год, «вероятно, незадолго до появления первой публикации». Кроме того, Тайсон провёл анализ бумаги, на которой композитор писал сонату, и выяснил, что произведение было написано в конце 1783 года (вероятнее всего, в ноябре), примерно в то же время, что и Линцская симфония (К. 425), когда чета Моцартов сделала остановку в Линце по пути из Зальцбурга в Вену. Эта новая датировка более всего соответствует стилю композиции.

## Структура
Соната состоит из трёх частей:
1. Allegro
2. Andate cantabile
3. Allegretto grazioso

Типичное исполнение произведения занимает около 23 минут.